# Attentat des tours de Khobar

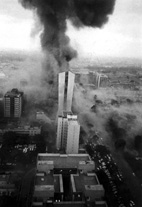
Image de l'attentat.

L'attentat des tours de Khobar est une attaque terroriste ayant eu lieu le 25 juin 1996 dans un lotissement de la ville de Khobar, en Arabie saoudite, situé près du siège de la compagnie nationale de pétrole (Saudi Aramco) de Dhahran. En 1996, les locaux étaient utilisés par du personnel militaire étranger, notamment des Américains.
Le 25 juin 1996, d'après les déclarations officielles, des individus identifiés par les États-Unis comme membres du Hezbollah Al-Hejaz (en) (branche saoudienne du Hezbollah libanais, soutenu par l'Iran), firent exploser un camion-citerne d'essence près du bâtiment n°131. Le bâtiment de huit étages logeait du personnel de l'US Air Force. En tout, 19 Américains et 1 Saoudien furent tués, et 372 autres personnes de nombreuses nationalités furent blessées.
Après les attentats du 11 septembre 2001, l'implication d'Al-Qaïda est aussi suspectée. Cependant en 2006, une cour de justice américaine conclut à la culpabilité de l'Iran par l'intermédiaire du Hezbollah Al-Hejaz. En 2015, l'un des principaux suspects, le membre du Hezbollah Al-Hejaz Ahmed al-Moughassil (ar), est arrêté au Liban par les autorités saoudiennes.

## Dans la fiction
Dans le tome 29 (Le prince des Ténèbres 1/3) de la série uchronique Jour J, l'attentat des tours de Khobar est le point de départ de l'histoire. Le prince Nayef désigne comme responsable de l'attentat les Iraniens. L'agent spécial O'Neill réussit à prouver l'innocence des Iraniens et tient lui comme responsable Ben Laden et son organisation encore méconnue Al-Qaïda.